# Big Huge Games
Big Huge Games foi um estúdio de produção de jogos para computador dos Estados Unidos fundado em Fevereiro de 2000 por quatro pessoas: Tim Train, David Inscore, Jason Coleman and Brian Reynolds, em Maio de 2012 a empresa pediu falência, após não conseguir pagar um enorme divida de US$ 75 milhões, com o fim do estúdio todos os 379 funcionários da empresa foram demitidos, o motivo do fim da companhia é que ela não conseguiu pagar o empréstimo que recebeu do estado americano de Rhode Island para poder transferir todas a suas operações para lá.A empresa voltou em 2014 com o anuncio de um jogo mobile em parceria com a Nexus, hoje ainda cuida apenas desse jogo sem ter anunciado nenhum novo titulo original.

## Jogos criados
- Rise of Nations
- Rise of Nations: Thrones and Patriots
- Rise of Nations: Rise of Legends
- Catan (Xbox 360 version)
- Age of Empires III: The Asian Dynasties
- Dominations